# Ramfelt
Ramfelt var en svensk adelsätt med ursprung från Finland, som adlades 1680 och introducerades samma år på Sveriges Riddarhus som adlig ätt nummer 942. Ätten utdog 1745.
Vapen: på blått fält ett gyllene lejon med svärd.

## Släkttavla
1. Anders Ram. Överinspektor över krutbruken i Finland.
  1. Daniel Ram, adlad Ramfelt, född 1634-07-16. Ryttare 1653, gående sedan alla grader igenom i det polska och de två danska krigen. Major vid generalmajoren Lichtons värvade regemente 1676. Överstelöjtnant därstädes 1677-01-01. Adlad 1680-03-21 (introducerad samma år under nr 942). Kommendant på Malmö kastell 1692-07-05 fick sedan överstes titel. Död 1705-01-26. Han blev illa sårad i slaget vid Lund den 4 december 1676. Gift 1669 med Anna Hanck.

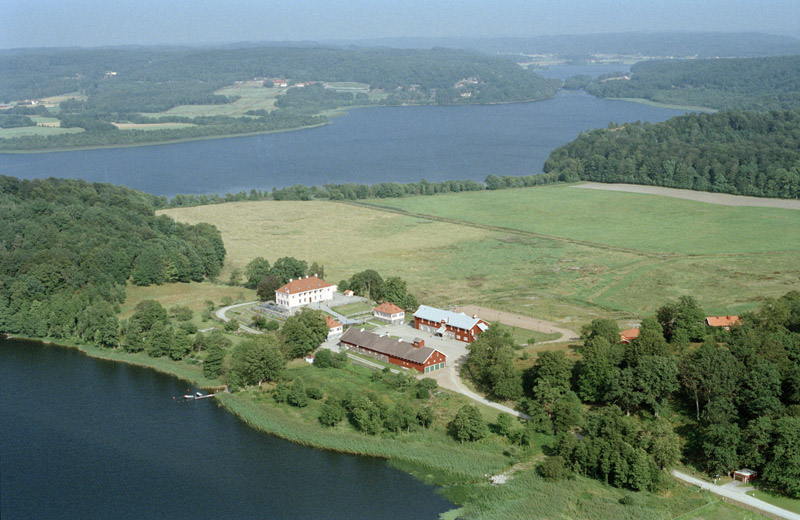
Rossared i Fjärås socken.

    1. Rossared i Fjärås socken.Anna Christina, född 1666, död ogift 1689-06-27 och begraven i Fjärås kyrka Hallands län.
    2. Magdalena Elisabet, född 1670, död 1738-02-25. Gift 1698-08-03 i Malmö med ryttmästaren vid södra skånska kavalleriregementet Anders Mask, död 1725-09-05.
    3. Fredrik Christoffer till Rossared i Fjärås socken, Hallands län. Född 1671-10-01. Student vid Uppsala universitet 1680-05-23. Fänrik vid prins Carls livregemente till fot) 1692-05-24. Löjtnant därstädes 1695-01-18. Kapten vid Upplands stånddragonregemente 1701-05-07. Major vid ett kavalleriregemente 1709-01-14 och vid Södermanlands regemente 1710-05-11. Konfirm.fullm. 1711-05-08. Dömd från tjänsten samma år 6/8. Död 1745-04-00 på Rossared och slöt ätten på svärdssidan. För otillbörligt skrivsätt mot sina förmän blev han av Göta hovrätt dömd till 4 års fängelse på Bohus slott och hade suttit där under 2 år i mars 1719, då hustrun anhöll om nåd. Gift 1699-08-24 Högboholm med Agneta Virginia Johanna Örnevinge, född 1678, död 1752-05-01 på Rossared, dotter av majoren Gustaf Abraham Örnevinge, och hans 1:a fru Agneta Lilliehöök af Fårdala.
      1. Agneta Magdalena, född 1706-04-18, död 1758-06-06 på Rossared. Gift 1:o med engelska köpmannen i Göteborg John Harrisson. Gift 2:o 1743-01-18 på Rossared med kaptenen Bengt Svante Stålman, i hans 2:a gifte, född 1694, död 1759. Deras enda dotter, Fredrika Ulrika, född på 1720-talet, ärvde gården Rossared och blev gift med häradshövding Carl Gustaf Borsteij, vilken sålde gården Rossared till Abraham Reenstierna d.y. (far till "Årstafrun" Märta Helena Reenstierna).
      2. Carl Gustaf, född 1712-11-01 i Skallsjö socken, Älvsborgs län. Student vid Lunds universitet 1729. Död 1732-05-03.

    4. Eva, död ogift.
    5. Carl, född 1675 i Stockholm. Furir vid drottningens livregemente till fot eller Malmöska regementet 1694. Fältväbel 1697-12-22. Fänrik vid Malmöska regementet 1698-08-06. Löjtnant därstädes 1704-05-16. Död 1706-09-18 i Stralsund.